# Trương Thiên Lâm
Trương Thiên Lâm (giản thể: 张天琳; phồn thể: 張天琳; bính âm: Zhāng Tiānlín, ? - 1644), xước hiệu là Quá thiên tinh (過天星), tướng lãnh nghĩa quân dưới quyền thủ lĩnh Lý Tự Thành vào cuối đời Minh.

## Quá trình
Lý Tự Thành tiến quân bình định Sơn Tây, tháng 3 năm Sùng Trinh thứ 17 (1644), Đại Đồng tổng binh Khương Tương đầu hàng quân Đại Thuận, ông phụng mệnh trấn thủ nơi này. Trong thời gian trấn nhiệm, Thiên Lâm lấy việc phá hủy chùa chiền làm vui, phá hoại toàn bộ 10 ngôi chùa ở Vân Cương. Tháng 5 cùng năm, Khương Tương giết Thiên Lâm, đầu hàng Anh thân vương A Tế Cách nhà Thanh.